# Thalhofen an der Wertach
Thalhofen an der Wertach ist ein Ortsteil der Kreisstadt Marktoberdorf und eine Gemarkung im Landkreis Ostallgäu.

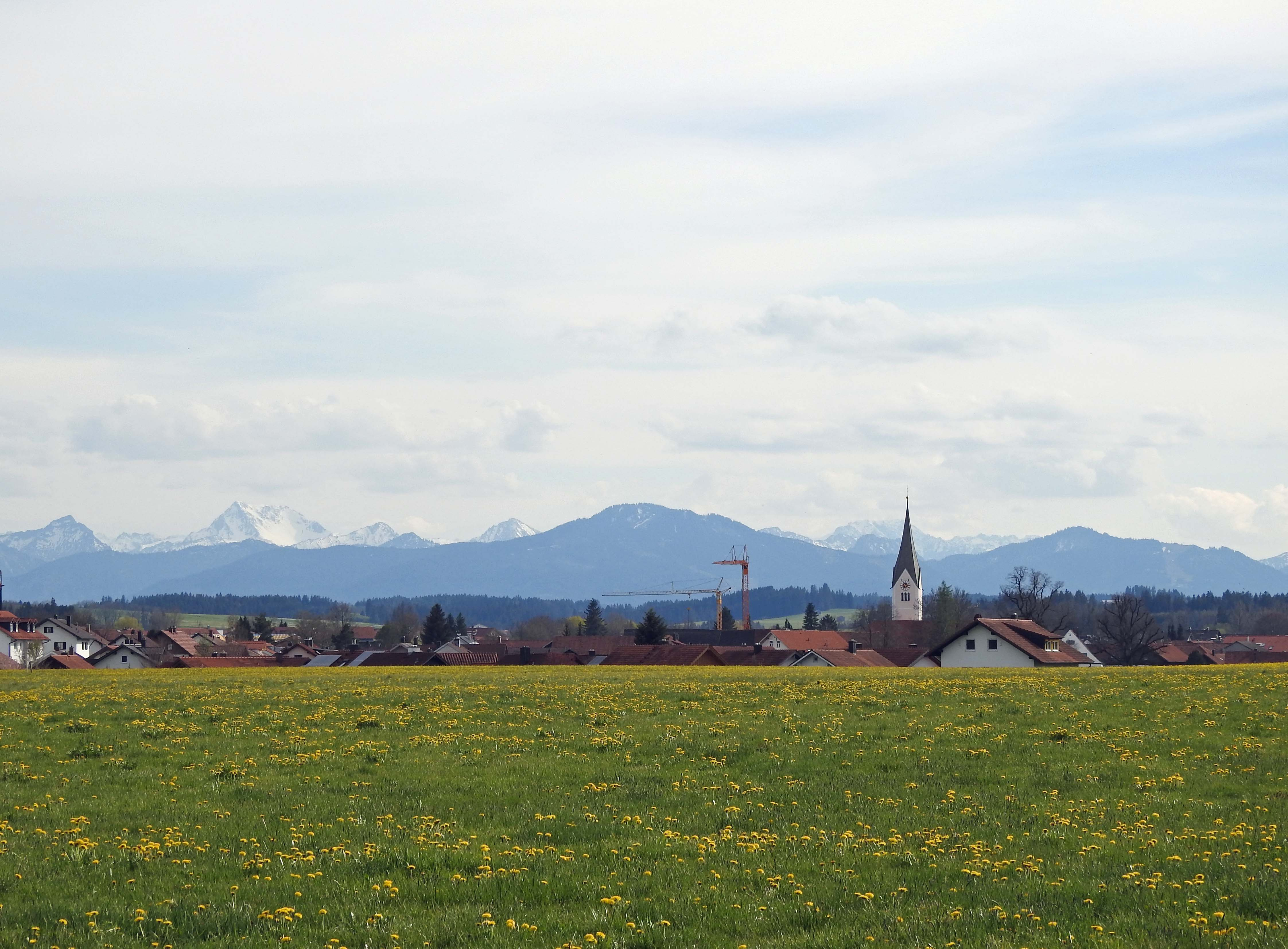
Thalhofen an der Wertach von Norden

Das Pfarrdorf liegt an der Wertach, etwa 1,5 Kilometer westlich von Marktoberdorf und ist mit dem Ort mittlerweile baulich verbunden.

## Geschichte
Thalhofen an der Wertach gehört zu einer Gruppe von 13 benachbarten „-hofen“-Orten an der oberen Wertach. Erste Erwähnung fand der Ort 1059 als Grenzmark (Talehoven). Im Jahre 1252 erlosch die männliche Linie eines Ortsgeschlechts, das zunächst in Diensten des Klosters Ottobeuren, dann der Ronsberger und zuletzt der Kemnater stand. Letzter Burgherr war 1337 Hans von Ramschwag auf Kemnat. Die Mühle war stiftkemptisches Lehen. Im 15. Jahrhundert ging der kemnatische Besitz Thalhofens an das Hochstift Augsburg, das im 16. Jahrhundert im Besitz aller Gerichtsbarkeit war. Nach dem Dreißigjährigen Krieg lebten noch 20 Bauern mit ihren Familien in 22 1/2 Häusern in Thalhofen. Nachdem die häufig kirchlichen Besitztümer Ostschwabens Anfang des 19. Jahrhunderts säkularisiert und Bayern zugeschlagen worden waren, soll der Pfarrer von Thalhofen den berühmten Satz ausgerufen haben: „Wir sind also bayrisch – Gott gnade uns allen!“
Als 1809 die Gemeinde Thalhofen gebildet wurde, hatte der Ort 46 Wohnhäuser. Zur etwa 574 Hektar großen Gemeinde zählte auch Weibletshofen. Am 1. April 1972 wurde die Gemeinde in die Kreisstadt Marktoberdorf eingemeindet.

## Infrastruktur
Im Dorf befinden sich eine Grundschule für Kinder aus Thalhofen, Geisenried und dem Gwend sowie ein Kindergarten. Den Mittelpunkt des Dorfes bildet die Sankt-Michaels-Kirche.
Sport wird beim FC Thalhofen betrieben.

### Baudenkmäler
- Liste der Baudenkmäler in Marktoberdorf – Thalhofen an der Wertach